# University College Cork
De University College Cork (UCC) (Iers: Coláiste na hOllscoile Corcaigh) is een universiteit die deel uitmaakt van de Nationale Universiteit van Ierland. Zij bevindt zich in de Ierse stad Cork.
De universiteit werd in 1845 gesticht als een college met Queen's College, Cork als oorspronkelijke benaming. Na de Irish Universities Act (1908) werd de naam gewijzigd in University College, Cork. De Irish Universities Act (1997) maakte er vervolgens National University of Ireland, Cork van. In 1998 werd ten slotte een ministerieel besluit uitgevaardigd om de naam van de universiteit te veranderen in University College Cork - National University of Ireland, Cork.
De universiteit werd benoemd tot Ierse universiteit van het jaar door de Britse krant The Sunday Times in 2003-2004 en nadien ook in 2005-2006. In 2011 stond de universiteit op plaats 181 van de QS World University Rankings.
 België - Universiteit Antwerpen ·
 Tsjechië - Masaryk-universiteit ·
 Denemarken - Universiteit van Aarhus ·
 Spanje - Complutense-universiteit van Madrid ·
 Finland - Universiteit van Helsinki ·
 Frankrijk - Université de Lille · Universiteit van Straatsburg ·
 Duitsland - Ruhr-universiteit van Bochum · Universiteit Leipzig ·
 Estland - Universiteit van Tartu ·
 Griekenland - Aristoteles-universiteit van Thessaloniki ·
 Hongarije - Eötvös Loránd Tudományegyetem ·
 IJsland - Háskóli Íslands ·
 Ierland - University College Cork ·
 Italië - Università di Bologna ·
 Letland - Latvijas Universitāte ·
 Litouwen - Universiteit van Vilnius ·
 Malta - Universiteit van Malta ·
 Nederland - Hogeschool voor de Kunsten Utrecht · Universiteit Utrecht ·
 Noorwegen - Universiteit van Bergen ·
 Oostenrijk - Universiteit van Graz ·
 Polen - Jagiellonische Universiteit ·
 Portugal - Universiteit van Coimbra ·
 Roemenië - Alexander Jan Cuza-universiteit van Iași ·
 Slowakije - Comeniusuniversiteit Bratislava ·
 Slovenië - Universiteit van Ljubljana ·
 Turkije - Boğaziçi Universiteit ·
 Verenigd Koninkrijk - Queens University Belfast · Universiteit van Hull ·
 Zwitserland - Universität Basel